# اهیگبی-کافیکرو
اهیگبی-کافیکرو (به لاتین: Ahigbé-Koffikro) یک منطقهٔ مسکونی در ساحل عاج است.